# Ett hemligt giftermål eller Bekännelsen på dödsbädden
Ett hemligt giftermål eller Bekännelsen på dödsbädden är en svensk stumfilm  från 1912 i regi av Victor Sjöström.

## Handling
Handlingen utspelar sig i en högborgerlig familj, där sonen Georg hemlighållit att han gift sig med den fattiga Helena. Med henne har han även en treårig son. Han är lycklig tillsammans med hustrun och sonen, men vågar inte avslöja sin hemlighet för sin stränge fader (som även är överste) då denne skulle betrakta det inträffade som en allvarlig mesallians.
Georg deltar i en ryttartävlan och är i färd med att vinna då han störtar vid det sista hindret och skadar sig allvarligt. På sin dödsbädd erkänner han för fadern att han är gift och att han vill träffa sin hustru och son. Fadern låter hämta dem och lovar att ta hand om dem när Georg avlidit.
Fyra år passerar och Helena och sonen vistas lyckliga i överstens hem. Mågen i huset finner inte deras närvaro angenäm utan intrigerar för att få dem att flytta. Han anser att Helena och hennes barn utgör en skam för familjen som befläckar familjens rykte. Helena väljer att dra sig tillbaka, men har stora svårigheter att klara sig ekonomiskt. Överstinnan erbjuder att adoptera pojken och Helena ger sitt medgivande till detta. Helena klarar emellertid inte av ensamheten och rövar bort sonen en dag när barnflickan tillsammans med sin fästman är på utflykt med pojken. En jakt efter Helena inleds som slutar med att hon kastar sig i vattnet tillsammans med sonen då hon önskar att dö tillsammans med honom. De båda räddas dock och Helena ställs inför rätta i domstol, anklagad för mordförsök. Hon döms till många års fängelse.
Fjorton år senare firas pojkens 21-årsdag i överstens hem. Likt sin fosterfar har han blivit överste och familjen är mycket stolt över honom. Han har bara dunkla minnen kvar av sin mor. Helena har vid samma tid kommit ut ur fängelset och hankar sig fram som hjälpgumma. Hon har svårt att få arbete och när hon utmattad försöker vila på en parkbänk blir hon bortkörd av polisen. Hon förlorar medvetandet och faller ihop i en sandhög och liggande på marken blir hon hånad av några barn. Georg ser händelsen och bär, ovetandes om att det är hans mor, hem kvinnan. Väl där identifieras hon som hans mor och mor och son brister ut i gråt och skratt och faller i varandras armar. De ska aldrig mera skiljas.

## Om filmen
Ett hemligt giftermål eller Bekännelsen på dödsbädden var Sjöströms andra regiuppdrag och började troligtvis spelas in direkt efter debuten Trädgårdsmästaren 1912. Som manusförfattare står Charles Magnusson och Sjöström angivna, men det osäkert i vilken utsträckning Sjöström skrev då vissa källor gör gällande att det var ett originalmanus av Magnusson.
Filmen spelades in under juli och augusti 1912 i Svenska Bios ateljé på Lidingö, med undantag för ryttartävlingen som spelades in på Gärdet i Stockholm. Filmen fotades av Henrik Jaenzon och Julius Jaenzon och hade inspelningstiteln En moder. Den är även känd under titeln Hemligt giftermål. Den danska titeln är Et hemmeligt Giftermaal och den engelska A Ruined Life.
Premiären ägde rum den 14 oktober 1912 på biograf Cosmorama i Göteborg. Den 25 november 1912 ägde Stockholmspremiären rum på biograf Röda Kvarn. Under föreställningarna ackompanjerades filmen av musik arrangerad av Gustav Erbs och framfördes av Röda Kvarns orkester med Erbs som orkesterledare. Den danska premiären ägde rum den 30 december 1913 på Victoriateatret i Köpenhamn. Filmen har även visats i Norge och USA. Försäljningsuppgifter saknas.
I filmen debuterade Greta Almroth och Richard Lund som filmskådespelare. Båda kom fortsättningsvis att bli flitiga aktörer i Svenska Bios filmer.
Delar av Ett hemligt giftermål eller Bekännelsen på dödsbädden finns medtagen i klippfilmen Minns du? (1935).

## Rollista
- Hilda Borgström – Helena
- Einar Fröberg - överste
- Anna Norrie – överstinna
- Richard Lund – Georg, deras son
- Bergliot Husberg – deras dotter
- John Ekman – hennes fästman
- Greta Almroth – barnflicka
- Victor Arfvidson – ej identifierad roll
- Erland Colliander – ej identifierad roll
- Eric Lindholm – ej identifierad roll

## Mottagande
Tidningen Social-Demokraten berömde Hilda Borgströms skådespeleri som recensenten kallade "utomordentligt" och "gripande". Anmälaren menade dock att hon "alltför beredvilligt låter fiska upp sig" när hon kastat sig i sjön med sonen. Dagens Nyheter kommenterade i sin recension samma scen där man lovordade den, tvärtemot Socialdemokraten. Aftonbladet och Stockholms Dagblad instämde i berömmet av Borgström, men Aftonbladet ansåg i övrigt att skådespeleriet var "av tämligen lös konstruktion". Desto mer kritisk var Nya Dagligt Allehandas recensent som ansåg att filmen "icke kunna höja sig över patentdramats nivå". Sydsvenska Dagbladet Snällposten var desto mer positiv och ansåg att filmen var "ett bevis på att den svenska biografkonsten nu hunnit förbi de första stapplande stegen och nått en relativt hög nivå."